# 도카이도리역
도카이도리역(동해통역, 일본어: 東海通駅)은 일본 아이치현 나고야시 미나토구에 위치한 철도역이다.

## 역 구조
상대식 승강장 2면 2선의 지하역이다. 개찰구는 남북으로 1개씩, 출입구는 총 4곳 있다. 엘리베이터는 각 승강장과 남쪽 개찰구 및 대합실과 지상을 연결하는 것으로 1기씩 설치되어 있다.

### 타는 곳
| 1 | 〓 메이코 선 | 나고야코 방면                                                   |
| 2 | 〓 메이코 선 | 가나야마 방면 ■ 지하철 메이조 선에 직결 운행 사카에·오조네 방면 |

## 역 주변
- 나고야 시립 나카가와 초등학교
- 도카이도리 상점가
- 국도 제1호선
- 나고야 시 도로 에가와 선
- 도카이도리

## 역사
- 1971년 3월 29일: 영업 개시.
- 2004년 10월 6일: 4호선의 나고야다이가쿠 ~ 아라타마바시 역간 개업에 따라 노선 이름의 명칭을 메이코 선으로 지정함.

## 사진

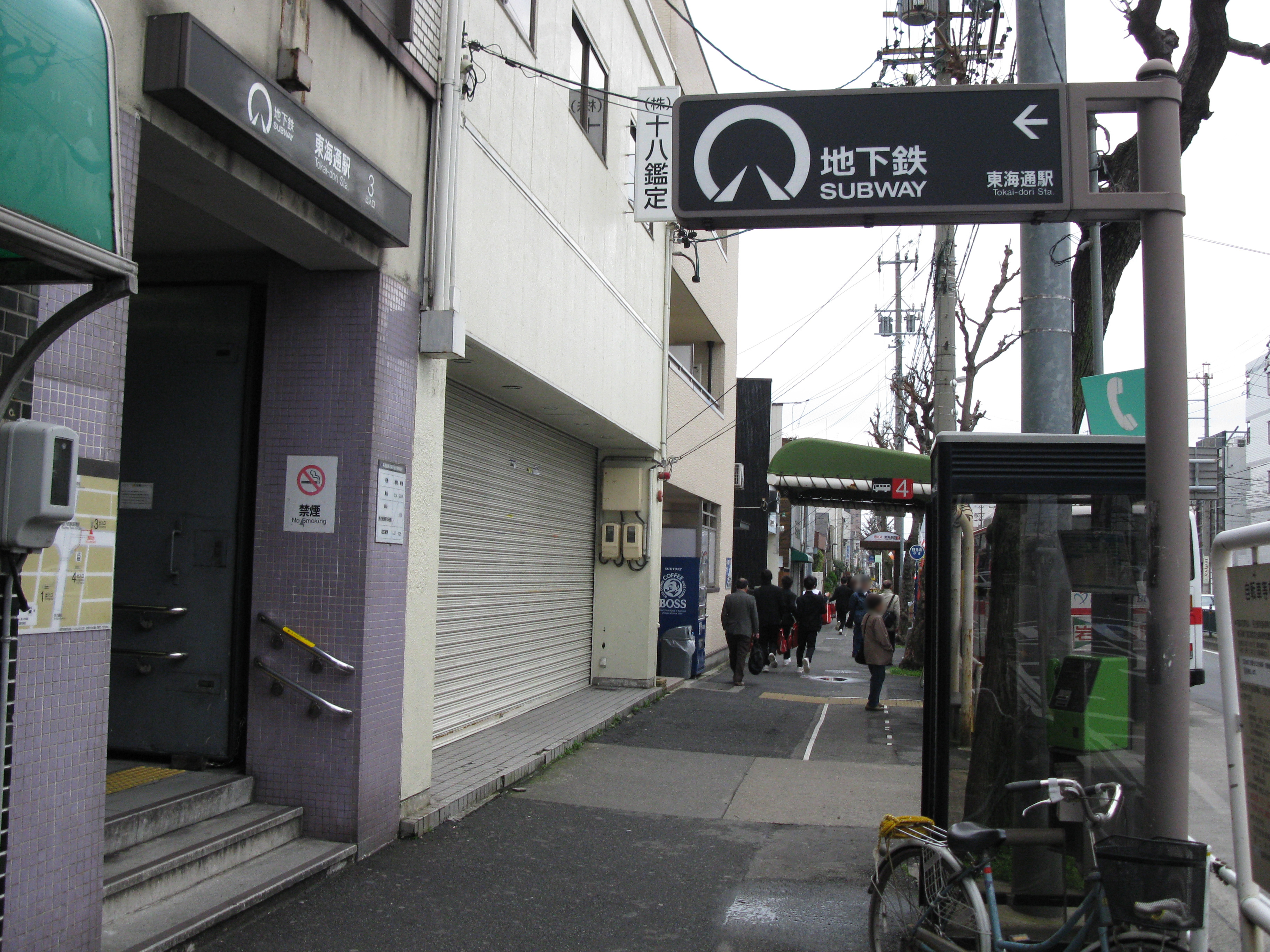
3번 출입구

## 인접역
| 나고야 시 교통국 〓 지하철 메이코 선 | 나고야 시 교통국 〓 지하철 메이코 선 | 나고야 시 교통국 〓 지하철 메이코 선 |
| ------------------------------------ | ------------------------------------ | ------------------------------------ |
| E 05 미나토쿠야쿠쇼 나고야코 방면    |                                      | 로쿠반초 E 03 가나야마 방면          |